# Dérushage
Le dérushage (/de.ʁø.ʃaʒ/) est la première étape du montage d'un programme audiovisuel : il consiste à sélectionner les vidéos à utiliser lors du montage, appelés rushs, et à les transférer sur la plate-forme de montage.
Le dérushage est l'étape qui permet de sélectionner les éléments qui seront utilisés lors du montage.
Il existe plusieurs techniques de dérushage selon le type et la quantité des rushs. 
Le dérushage papier consiste en une transcription de toutes les paroles accompagné des time-codes correspondants ; il est surtout utilisé en documentaire.